# Makíyivka (Nizhyn)
Makíyivka (ucraniano: Макі́ївка) es un municipio rural de Ucrania perteneciente al raión de Nizhyn de la óblast de Chernígov.
En 2020, el territorio del actual municipio tenía una población de unos cinco mil habitantes, de los que la quinta parte vivía en el propio pueblo de Makíyivka y el resto repartidos en dieciocho pedanías. El municipio se formó en 2015 mediante la fusión de los consejos rurales de Makíyivka (con la pedanía Pustótyne) y Hánnivka (con las pedanías Karla Marksa (actual Verbove), Klenove y Stepové), a los que se añadieron en 2020 los consejos rurales de Kalýnivka (con las pedanías Vyly, Kolomítsivka y Mýlnyky), Rivchak-Stepánivka (con las pedanías Vesele y Hryhorivka), Sofíyivka (con la pedanía Vyshneve) y Stepoví Jutorý (con las pedanías Vidradne, Karabýnivka y Platónivka). El área pertenecía hasta 2020 al raión de Nosivka.
El pueblo fue fundado en 1695 por Konstiantýn Mokiyevski, coronel cosaco y asociado de Iván Mazepa. El coronel se encargó de poblar la nueva localidad y esta tomó el topónimo de su apellido. El pueblo pertenecía a la sotnia de Kobyzhcha en el regimiento cosaco de Kiev. El Imperio ruso dio a la localidad el estatus de miasteczko con cuatro ferias al año, en el uyezd de Nizhyn de la gobernación de Chernígov. Al finalizar el siglo XIX, la localidad llegó a tener unos tres mil quinientos habitantes, pero sufrió un declive demográfico como consecuencia de las revoluciones y guerras ocurridas en la primera mitad del siglo XX.
Se ubica unos 40 km al sur de la capital distrital Nizhyn, junto al límite con la óblast de Kiev.